# EF Education First-Drapac powered by Cannondale/Saison 2018
Diese Liste beschreibt die Mannschaft und die Erfolge des Radsportteams EF Education First-Drapac powered by Cannondale in der Saison 2018.

## Erfolge in der UCI WorldTour
Bei den Rennen der UCI WorldTour im Jahr 2018 gelangen dem Team nachstehende Erfolge.
| Datum         | Rennen                     | Fahrer        |
| ------------- | -------------------------- | ------------- |
| 29. August    | 5. Etappe Vuelta a España  | Simon Clarke  |
| 12. September | 17. Etappe Vuelta a España | Michael Woods |

## Erfolge in der UCI America Tour
Bei den Rennen der UCI America Tour im Jahr 2018 gelangen dem Team nachstehende Erfolge.
| Datum       | Rennen                       | Kat. | Sieger         |
| ----------- | ---------------------------- | ---- | -------------- |
| 10. Februar | 5. Etappe Colomiba Oro y Paz | 2.1  | Rigoberto Uran |

## Erfolge in der UCI Europe Tour
Bei den Rennen der UCI Europe Tour im Jahr 2018 gelangen dem Team nachstehende Erfolge.
| Datum       | Rennen                            | Kat. | Sieger         |
| ----------- | --------------------------------- | ---- | -------------- |
| 16. Februar | 3. Etappe Andalusien-Rundfahrt    | 2.HC | Sacha Modolo   |
| 6. April    | 4. Etappe Circuit Cycliste Sarthe | 2.1  | Daniel McLay   |
| 15. Juni    | 3. Etappe Slowenien-Rundfahrt     | 2.1  | Rigoberto Uran |

## Mannschaft
| Teamkader 2018                            | Teamkader 2018    | Teamkader 2018         | Teamkader 2018                        |
| Name                                      | Geburtsdatum      | Land                   | Vorheriges Team                       |
| ----------------------------------------- | ----------------- | ---------------------- | ------------------------------------- |
| Rigoberto Urán                            | 26. Januar 1987   | Kolumbien              | Etixx-Quick Step (2015)               |
| Matti Breschel                            | 31. August 1984   | Dänemark               | Astana (2017)                         |
| Nathan Brown                              | 7. Juli 1991      | Vereinigte Staaten     | Bontrager (2013)                      |
| Brendan Canty                             | 17. Januar 1992   | Australien             | Drapac Professional Cycling (2016)    |
| Hugh Carthy                               | 9. Juli 1994      | Vereinigtes Königreich | Caja Rural-Seguros RGA (2016)         |
| William Clarke                            | 11. April 1985    | Australien             | Drapac Professional Cycling (2016)    |
| Simon Clarke                              | 18. Juli 1986     | Australien             | Orica-GreenEDGE (2015)                |
| Lawson Craddock                           | 20. Februar 1992  | Vereinigte Staaten     | Giant-Alpecin (2015)                  |
| Mitchell Docker                           | 2. Oktober 1986   | Australien             | Orica-Scott (2017)                    |
| Joseph Dombrowski                         | 12. Mai 1991      | Vereinigte Staaten     | Team Sky (2014)                       |
| Alex Howes                                | 1. Januar 1988    | Vereinigte Staaten     | Chipotle Development (2011)           |
| Sebastian Langeveld                       | 17. Januar 1985   | Niederlande            | Orica-GreenEDGE (2013)                |
| Kim Magnusson                             | 31. August 1992   | Schweden               | Tre Berg-PostNord (2017)              |
| Daniel McLay                              | 3. Januar 1992    | Vereinigtes Königreich | Fortuneo-Oscaro (2017)                |
| Sacha Modolo                              | 19. Juni 1987     | Italien                | UAE Team Emirates (2017)              |
| Logan Owen                                | 25. März 1995     | Vereinigte Staaten     | Axeon-Hagens Berman (2017)            |
| Taylor Phinney                            | 27. Juni 1990     | Vereinigte Staaten     | BMC Racing Team (2016)                |
| Pierre Rolland                            | 10. Oktober 1986  | Frankreich             | Team Europcar (2015)                  |
| Thomas Scully                             | 14. Januar 1990   | Neuseeland             | Drapac Professional Cycling (2016)    |
| Tom Van Asbroeck                          | 19. April 1990    | Belgien                | LottoNL-Jumbo (2016)                  |
| Sep Vanmarcke                             | 28. Juli 1988     | Belgien                | LottoNL-Jumbo (2016)                  |
| Michael Woods                             | 12. Oktober 1986  | Kanada                 | Optum-Kelly Benefit Strategies (2015) |
| Julián Cardona                            | 19. Januar 1997   | Kolumbien              | Medellín-Inder (2017)                 |
| Daniel Felipe Martínez                    | 25. April 1996    | Kolumbien              | Wilier Triestina-Selle Italia (2017)  |
| Daniel Moreno                             | 5. September 1981 | Spanien                | Movistar Team (2017)                  |
| Julius van den Berg (26. Jul.–31. Dez.)   | 23. Oktober 1996  | Niederlande            | SEG Racing Academy (2018)             |
|                                           |                   |                        |                                       |
| Quellen: ProCyclingStats Cycling Quotient |                   |                        |                                       |